# 荒井陸男
荒井 陸男（あらい ろくお、1885年9月1日 - 1972年7月6日）は、日本の洋画家。代表作に明治神宮絵画館の壁画『水師営の会見』。

## 経歴
1885年（明治18年）、幕末の元海軍奉行、荒井郁之助の六男として東京、芝区で生れる。旧制麻布中学校、日本中学校、同志社などで学ぶが、画家へのあこがれが強く1909年（明治42年）イギリスへ渡りロンドンの美術学校に学ぶ。
1914年（大正3年）、第一次世界大戦の海軍従軍画家として海洋画を描く。これを機会に戦争画を描く機会が増え第一人者となる。1928年（昭和3年）『旅順開城、乃木大将とステッセル会見の図』(明治神宮絵画館所蔵）完成。1938年（昭和13年）、オーストラリアに取材に出掛け、翌年までに第一次世界大戦中にインド洋で行われた日英協同作戦の様子『軍艦伊吹、豪州ニュージランド軍隊護衛』を描く。
1939年（昭和14年）、陸軍美術協会設立の発起人に名を連ねる。
1945年（昭和20年）5月の東京大空襲により東京の自宅が焼失したため、長野県軽井沢へ移る。軽井沢では徳川家正の肖像をはじめ、終戦後にやってきたアメリカ軍のロバート・アイケルバーガー中将や他の将校、最高裁判所長官の三淵忠彦を描く。
1972年（昭和47年）7月6日、心不全のため東京都渋谷区の井上病院で死去。享年86歳。告別式は世田谷区のカトリック松原教会で行われた。墓所は多磨霊園。